# Матьяш Сюреш
Матьяш Сюреш (угор. Szűrös Mátyás, (ˈmaːcaːʃ ˈsyːrøʃ); нар. 11 вересня 1933, Пюшпекладань) — угорський політик. 23 жовтня 1989 року проголосив Угорщину республікою (замість народної республіки), в.о. першого президента Угорської республіки з 23 жовтня 1989 року по 2 травня 1990 року.
Навчався у Московському державному інституті міжнародних відносин та Університеті економічних наук імені Карла Маркса у Будапешті. У 1978—82 бул послом ВНР в СРСР. Входив в ЦК Угорської соціалістичної робітничої партії, належав до реформаторської гилки. З 1985 року — депутат угорського парламенту; у березні 1989 став його спікером. 23 жовтня проголосив Угорщину республікою, того ж дня зайняв посаду виконувача обов'язків президента. Склав повноваження 2 травня 1990 року.
Послідовно перебував у лавах Угорської партії трудящих та її правонаступниці Угорської соціалістичної робітничої партії. У 1989—2002 був членом Угорської соціалістичної партії та постійно переобирався на виборах. У 2003—2005 був головою невеличкої Соціал-демократичної партії (Social Democratic Party (Hungary)).